# Herminia sinensis
Herminia sinensis là một loài bướm đêm trong họ Noctuidae.